# Automate kingsleyi
Automate kingsleyi är en kräftdjursart. Automate kingsleyi ingår i släktet Automate och familjen Alpheidae. Inga underarter finns listade i Catalogue of Life.